# میسی کولیس
میسی کولیس (انگلیسی: Maisy Collis؛ زادهٔ ۲۳ ژانویهٔ ۲۰۰۲) بازیکن فوتبال اهل انگلستان است که در پست هافبک برای چلتنهام تاون در لیگ ملی زنان جنوب انگلستان بازی می‌کند.